# قاسم‌آباد (بخش مرکزی جیرفت)
قاسم‌آباد روستایی در دهستان اسلام‌آباد بخش مرکزی شهرستان جیرفت استان کرمان ایران است.

## جمعیت
بر پایه سرشماری عمومی نفوس و مسکن در سال ۱۳۹۵ جمعیت این روستا ۵۰۸ نفر (۱۴۲خانوار) بوده‌است.